# USS Lowry (DD-770)
O USS Lowry (DD-770) foi um Destroyer norte-americano que serviu durante a Segunda Guerra Mundial.

## Comandantes
| Comandante              | Data                                        |
| ----------------------- | ------------------------------------------- |
| Cdr. Lawrence H. Martin | 23 de Julho de 1944 - 2 de Novembro de 1944 |
| Edwin S. Miller         | 2 de Novembro de 1944 - 5 de Abril de 1947  |